# Jacques van der Heijden
Jacques Joachim Frans Marie van der Heijden ('s-Hertogenbosch, 9 november 1932 – aldaar, 4 november 2012) was een Nederlands politicus van het CDA.
Jacques van der Heijden is gedeputeerde van Noord-Brabant geweest en was van 1989 tot 1995 burgemeester van de gemeente Lith. 